# Christian Lorenz
Pour les articles homonymes, voir Lorenz.
Ne doit pas être confondu avec Christian Lorentz.
 (octobre 2017).

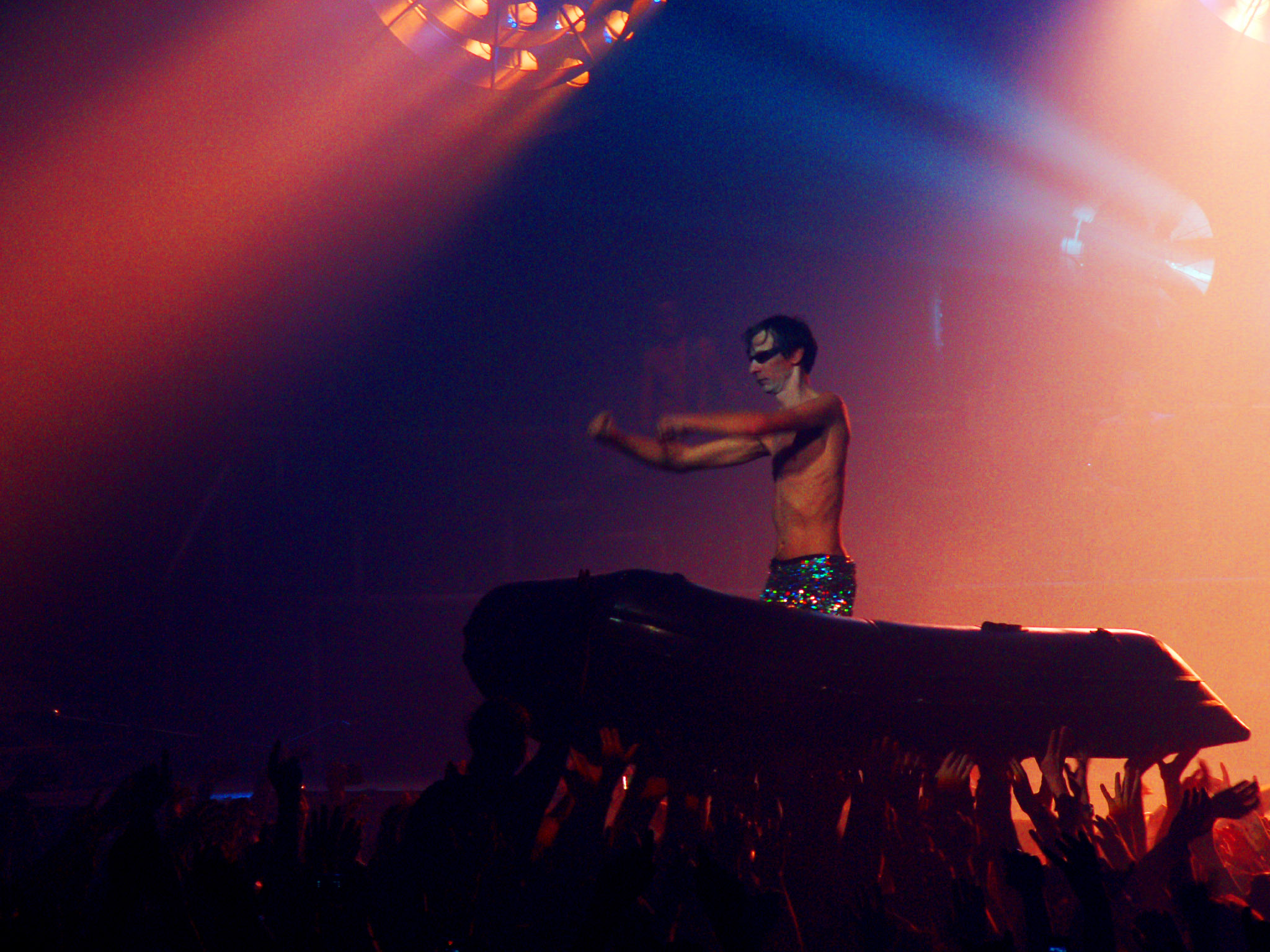
Christian « Flake » Lorenz au Zénith de Nantes en 2009.

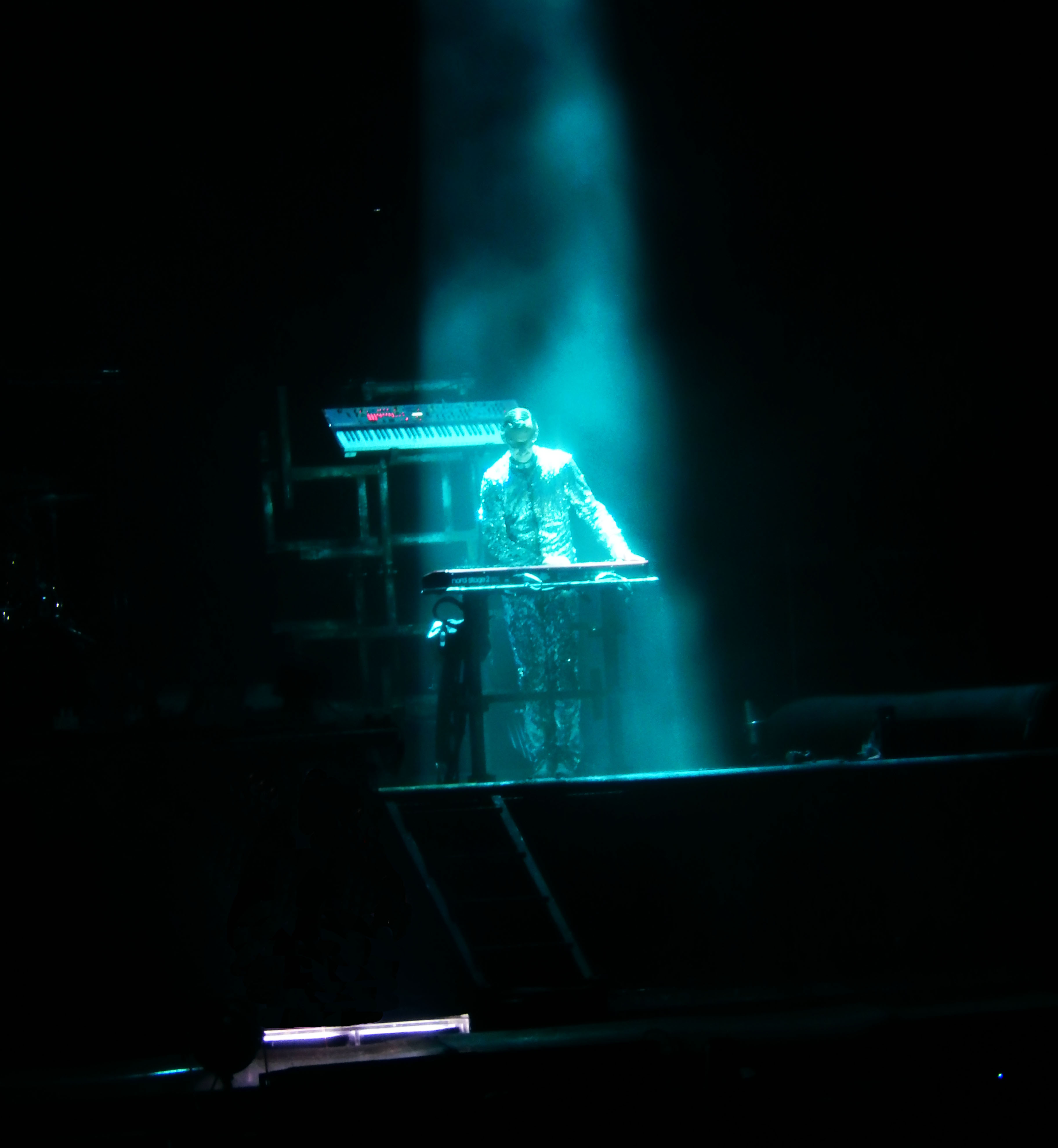
Christian « Flake » Lorenz (Rammstein) aux Arènes de Nîmes le 13 juillet 2017.

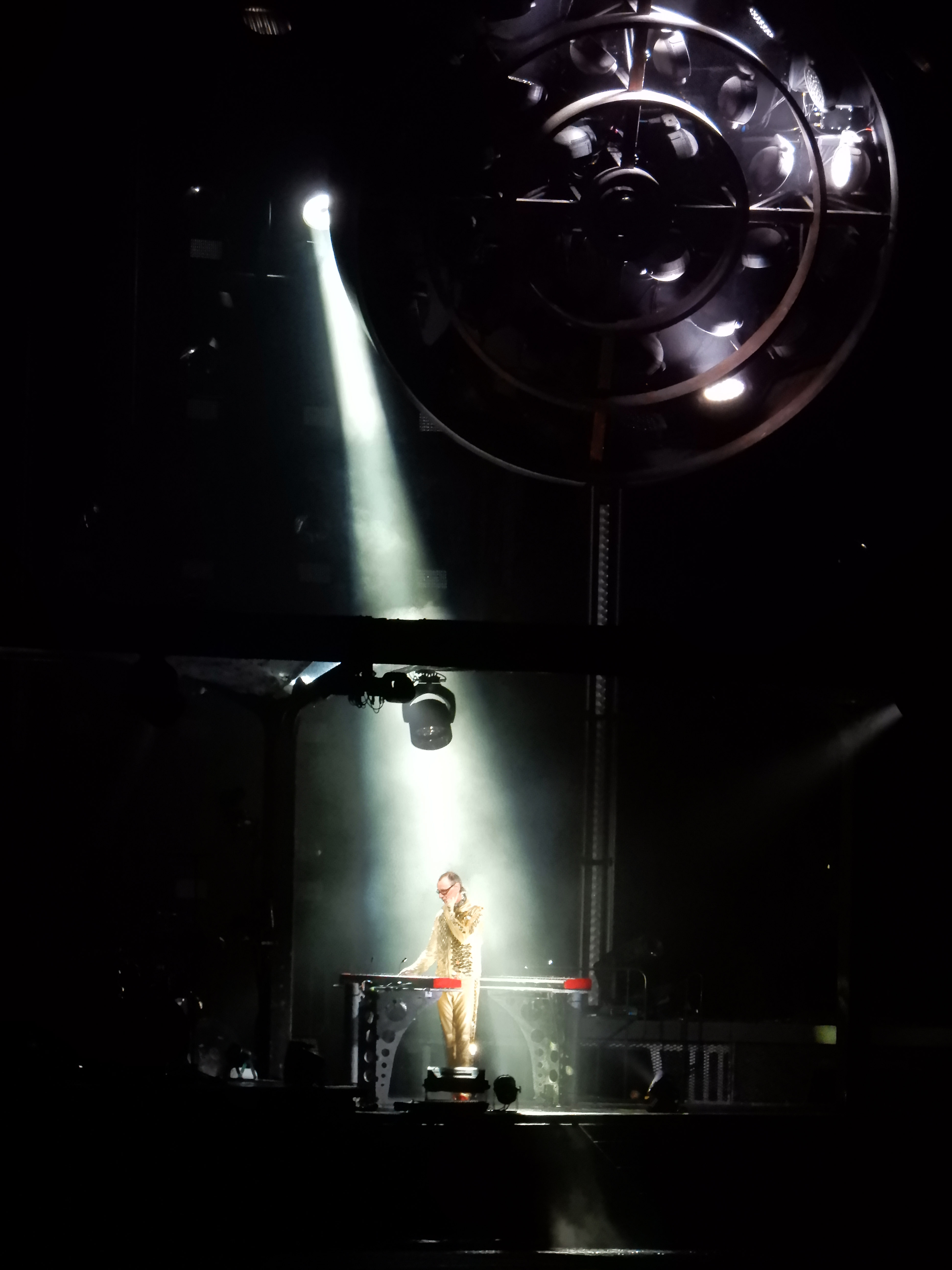
Christian « Flake » Lorenz au Groupama Stadium de Lyon en juillet 2022

Christian Lorenz dit Flake ou Doktor Lorenz (né le 16 novembre 1966 à Berlin-Est) est un musicien allemand connu notamment comme claviériste du groupe de Neue Deutsche Härte allemand Rammstein.

## Caractéristiques physiques
Flake est châtain clair aux yeux bleus et mesure 1,97 mètre pour 73 kilogrammes.

## Éléments biographiques
Christian « Flake » Lorenz est né le 16 novembre 1966 à Berlin-Est dans une famille composée de deux autres garçons. Il raconte que, étant petit, il voyait la tour de la TV de l'Alexanderplatz par la fenêtre, et qu’il avait peur qu’avec le vent elle ne tombe et que la grosse boule n’écrase sa maison.
Christian est divorcé. Il a une fille nommée Anne.
Flake ne sait pas lui-même d’où lui vient ce surnom. Dès l’âge de 5 ans, donc déjà avant l’école, on l’a baptisé Flake et ce surnom est resté.
Avant de rejoindre Rammstein, il jouait dans le groupe Feeling B.
Lorenz est le seul de tous les membres de Rammstein à avoir effectué des études supérieures, c'est pourquoi il jouit de l'estime de ses partenaires qui n'en ont jamais fait.
De plus, bien qu'il joue depuis plus de vingt ans au sein du groupe allemand, il se plaît à affirmer qu'il n'en est pas membre et qu'il ne joue qu'en tant qu'un « invité ».
Il est hermétique à la culture américaine et regrette la RDA  car, selon lui, « tout était plus simple », sans esprit de compétition entre les gens : « La RDA... c'était un genre de pays des jouets »,.

## Sur scène
Il rend lors des concerts beaucoup d'activités et de mouvement avec son clavier (danse, casse, etc.). Sur scène, il est aussi le souffre-douleur de Till Lindemann et semble tenir le rôle de "l'attardé". Tout ceci est bien entendu de la mise en scène et donc de la pure fiction par rapport à sa vie quotidienne.

### Souffre-douleur du groupe
C'est encore une des mises en scène du groupe.
Pendant les concerts, il est souvent martyrisé et humilié. Du passage à tabac de la chanson Feuer frei! à l'acte simulé de la sodomie dans Bück Dich, il est souvent la cible du chanteur du groupe Till Lindemann. Voici une liste de ses « souffrances » :
- Feuer frei! : Lors d'un passage au clavier, Till Lindemann se précipite vers lui et simule un passage à tabac. D'après sa mine complètement déconcertée et sa marche chancelante, il a du mal à s'en remettre.

- Mein Teil : Il est la victime d'un boucher cannibale (qui d'ailleurs est une caricature du tueur cannibale Armin Meiwes, dont la chanson s'inspire). Cela va aux tentatives d'empalement avec un couteau à la cuisson au lance-flammes. Lorsqu'il sort de la marmite où il est présent durant une grande partie de la prestation, des pétards éclatent sur ses vêtements, qui lui donnent l'impression de brûler vif.

- Ich will : dans le vidéo clip, Lorenz est représenté attaché à la bombe qui explosera à la fin de la vidéo.
- Los : Doktor Lorenz, lors de cette chanson, est forcé par Till de monter sur le devant la scène tout en étant allègrement tiré violemment par les cheveux. D'ailleurs, à la fin de la chanson, il s'emballe et détruit avec violence son clavier qu'il lance contre les murs.

- Asche zu Asche : Il n'est pas à proprement parler violenté lors de cette chanson, mais il se traumatise lui-même en se cognant violemment la tête contre un mur tout en jouant du clavier (il a toutefois un casque).

- Bück Dich : Sur cette chanson, Till Lindemann le traîne en laisse devant le public et simule l'acte de sodomie. Le chanteur du groupe l'inonde d'un liquide qui sort d'un sexe artificiel. Depuis cette chanson, il est connu comme étant le « soumis » du groupe.

- Ich tu dir weh : Sur ce morceau, plusieurs mises en scène s'effectuent : à certains concerts, il pousse Till par terre, dans d'autres il lui donne simplement un coup. Dans tous les cas, Till s'énerve et le rattrape pendant que celui-ci fuit vers ses claviers. Till le met sur ses épaules et le place dans une baignoire où il lui donne des coups. Il monte ensuite sur une colonne qui s'élève à une dizaine de mètres au-dessus de la baignoire avec dans les mains un grand bidon à lait en métal lors du passage calme du morceau, il verse alors le contenu de la bouteille dans la baignoire, le contenu est un liquide pyrotechnique qui explose quand il touche la baignoire et donne l'impression de la roche en fusion, Till finit le refrain, la colonne descend, il regarde dans la baignoire, fait le signe de la croix et s'en va. Lorenz sort alors en tenue complètement argentée (il avait un grand manteau noir avant et ressort vêtu des « flammèches » qui l'ont inondé) et retourne au clavier en marchant comme un zombie.
- Auslander : Alors que tous les membres du groupe ont passé l'intégralité du clip à coloniser une île et ses habitants, le groupe décide de quitter l'île par la mer mais abandonnent le personnage de Flake que la tribu refuse de laisser partir. Le clip se termine sur Flake revêtu des habits cérémoniels du chef de la tribu assis sur un genre de trône.